# Konstanty Kontrym
Konstanty Kontrym (ur. 21 grudnia 1891 w Dubnie, zm. 1967) – generał major Armii Czerwonej, generał brygady ludowego Wojska Polskiego.

## Życiorys
Pochodził z patriotycznej rodziny ziemiańskiej, skończył 7 klas szkoły powszechnej w Dubnie, w latach 1902–1903 był elewem Korpusu Kadetów w mieście Orzeł. W latach 1910–1913 studiował na Państwowym Uniwersytecie Politechnicznym w Petersburgu, w 1913 wcielony do Armii Imperium Rosyjskiego, był szeregowym i podoficerem 139. Pułku Piechoty w Wiatce. Na początku 1915 na kursie oficerskim w Kazaniu, po którym został podporucznikiem piechoty. Dowódca plutonu, potem kompanii w 333. Pułku Piechoty w stopniu podporucznika, następnie dowódca kompanii zwiadu i batalionu 139. Pułku Piechoty na Froncie Zachodnim w stopniu porucznika. Trzykrotnie ranny podczas I wojny światowej. Po rewolucji październikowej 1917 został instruktorem i dowódcą oddziału Czerwonej Gwardii. W 1918 został szefem sztabu 28. Dywizji Piechoty Armii Czerwonej. W latach 1919–1920 był dowódcą południowego oddziału grupy wojsk 6. Armii Czerwonej Frontu Północnego, później dowódcą 88. Pułku Piechoty 10. Dywizji Piechoty. W latach 1918–1922 walczył w wojnie domowej w Rosji, w której był dwukrotnie ranny. W 1921 ukończył Wyższą Szkołę Piechoty, a w 1922 kurs w Akademii Wojskowej w Moskwie, po czym został dowódcą 170. Pułku Piechoty, a w 1924 12. Turkiestańskiego Pułku Piechoty. W latach 1930–1937 kierownik przysposobienia wojskowego Wyższego Zakładu Naukowego. W 1936 ukończył Wyższą Szkołę Piechoty w Moskwie. W 1937 w stopniu majora zwolniony ze służby i przeniesiony do rezerwy. W 1941 zmobilizowany do służby czynnej w stopniu podpułkownika, został dowódcą pułku drogowego 3. Armii, a w 1942 szefem wyszkolenia bojowego w sztabie 3. Armii. Od 1943 dowódca 32. Pułku Szkolnego, podczas walk na froncie wschodnim II wojny światowej był ranny i kontuzjowany. 4 czerwca 1944 skierowany do służby w Armii Polskiej w ZSRR w stopniu podpułkownika, mianowany dowódcą 4. Zapasowego Pułku Piechoty, który następnie przebazował do Białegostoku. Mianowany pułkownikiem i 20 października 1944 komendantem Frontowej Oficerskiej Szkoły Piechoty nr 2 w Lublinie (do 18 września 1945). Od września 1945 dowódca 15. Dywizji Piechoty w Olsztynie, w grudniu 1945 mianowany generałem brygady ze starszeństwem z 1 stycznia 1946. Od sierpnia 1947 kwatermistrz Okręgu Wojskowego nr II.
Po aresztowaniu przez Informację Wojskową w październiku 1948 brata Bolesława Kontryma, 12 listopada 1948 odwołany ze służby w ludowym Wojsku Polskim i wycofany do ZSRR, gdzie zmarł. 

## Życie prywatne
Był synem Władysława (1851-1913), pułkownika 11 Czurgujskiego Pułku Kawalerii armii rosyjskiej, właściciela majątku ziemskiego i Adolfiny z Cichockich (1871-1960). Był żonaty z Ludmiłą Aleksiejewą (ur. 1898). Miał syna Alberta. Był bratem kombryga Armii Czerwonej i majora Wojska Polskiego Bolesława Kontryma „Żmudzina”, cichociemnego, ofiary mordu sądowego w 1953.

## Odznaczenia
- Krzyż Oficerski Orderu Odrodzenia Polski (1946)
- Krzyż Kawalerski Orderu Odrodzenia Polski (1945)
- Order Krzyża Grunwaldu III klasy (1945)
- Złoty Krzyż Zasługi (1946)
- Medal za Warszawę 1939–1945
- Order Czerwonego Sztandaru (1920)
- Order Wojny Ojczyźnianej II klasy
- Order Czerwonej Gwiazdy